# Sent Jan de Sèrres
Sent Jan de Sèrres (en francès Saint-Jean-de-Serres) és un municipi francès situat al departament del Gard i a la regió d'Occitània.